# Pietro Bubani
Pietro Bubani (* 1806 -1888) fue un médico, botánico y explorador italiano. 

## Biografía
De 1845 a 1861 recorrió invariablemente los Pirineos y Prepirienos, y muchos enclaves jacetanos, herborizando la flora, y publicándose póstumamente Flora Pyrenaea (1897-1901) en latín: están todos sus hallazgos en esa cordillera y en el País Vasco; mencionando las penalidades sufridas en época de guerras y miserias, añadidas a las derivadas de ser extranjero, siendo acusado de espía. Es una consulta complicada por la heterodoxia de su nomenclatura botánica y por la toponimia, pero hay mucha calidad y rigor de sus anotaciones florísticas. Entre sus aportes botánicos se destacan los hallazgos de Borderea pyrenaica, Veronica aragonensis y Odontites pyrenaea. 
- Flora Virgiliana. Boloña, 1870

- La abreviatura «Bubani» se emplea para indicar a Pietro Bubani como autoridad en la descripción y clasificación científica de los vegetales.[1]